# 滦源镇
滦源镇，是中华人民共和国内蒙古自治区锡林郭勒盟多伦县下辖的一个乡镇级行政单位。
2018年初，原多伦县大河口乡撤销，成立滦源镇。

## 行政区划
滦源镇下辖以下地区：
滦河村、黄羊沟村、榆树林村、前九号村、三道沟村、温塘河村、大孤山村、大河口村和公吉诺村。